# ضفادع الأدغال
ضفادع الأدغال (الاسم العلمي: Hyperoliidae)، هي فصيلة من البرمائيات تتبع رتبة الضفادع. وتحتوي على أكثر من 250 نوعاً في 19 جنساً. 17 عشر منهم موطنهم في أفريقيا جنوب الصحراء الكبرى. ويتراوح طولهم من 1.5 إلى 8 سم (0.59 إلى 3.15 بوصة).

## الأجناس
- (الاسم العلمي: Acanthixalus) - ضفدع أفريقي قزم
- (الاسم العلمي: Afrixalus) - ضفدع الموز
- (الاسم العلمي: Alexteroon) - ضفدع مولد
- (الاسم العلمي: Arlequinus) - ضفدع مبيبكي
- (الاسم العلمي: Callixalus) - ضفدع أفريقي مطلي
- (الاسم العلمي: Chlorolius) - ضفدع أخضر كوهلير
- (الاسم العلمي: Chrysobatrachus) - ضفدع ذهبي إيتومبي
- (الاسم العلمي: Cryptothylax) - ضفدع الشمع
- (الاسم العلمي: Heterixalus) - ضفدع القصب المدغشقري
- (الاسم العلمي: Hyperolius) - ضفدع القصب الأفريقي
- (الاسم العلمي: Kassina) - ضفدع راكض
- (الاسم العلمي: Kassinula) - ضفدع ناقر
- (الاسم العلمي: Morerella)
- (الاسم العلمي: Opisthothylax) - ضفدع رمادي اللون
- (الاسم العلمي: Paracassina) - ضفدع مخطط شائع
- (الاسم العلمي: Phlyctimantis) - ضفدع مخطط أفريقي
- (الاسم العلمي: Semnodactylus) - ضفدع ويل
- (الاسم العلمي: Tachycnemis) - ضفدع سيشلي